# Brachysternus angustus
Brachysternus angustus är en skalbaggsart som beskrevs av Philippi 1864. Brachysternus angustus ingår i släktet Brachysternus och familjen Rutelidae. Inga underarter finns listade.